# The Drug in Me Is You
The Drug in Me Is You —en español: La droga en mi eres tu— es el álbum debut de la banda estadounidense de post-hardcore Falling in Reverse. La producción del álbum tuvo lugar luego de la expulsión de Ronnie Radke de Escape the Fate en 2008. Las grabaciones se realizaron desde diciembre de 2010 hasta finales de febrero de 2011, en Paint it Black Studios en Orlando, Florida. Michael Baskette, quien trabajó con Radke en Dying Is Your Latest Fashion de Escape the Fate, regresó como productor ejecutivo para el álbum, junto con su excompañero de banda Omar Espinosa y otros compositores adicionales y auxiliares de producción en el estudio. The Drug in Me Is You fue lanzado el 25 de julio de 2011, en Europa y Japón, mientras que en Estados Unidos fue lanzado el día siguiente.
El álbum obtuvo la posición 19 en los US Billboard 200, vendiendo 18 000 copias tan sólo en su primera semana en los Estados Unidos. También se trazó a nivel internacional en las listas nacionales de Australia, Canadá y Reino Unido. Desde su lanzamiento, The Drug in Me Is You recibió críticas mixtas; destacando constantemente el contraste entre la música hardcore y pop en cada una de las canciones, notando que las letras eran vistas y tenían un contenido como «cliché». Asimismo, los críticos se centraron en la relación amarga entre Radke y su exbanda, Escape the Fate, de la cual los revisores demarcan la decisión de atacar a la banda en muchas de las canciones del álbum.
Es el único álbum con el bajista Mika Horiuchi quien salió de la banda a inicios de 2012 y fue reemplazado por Ron Ficarro, Horiuchi y el baterista Ryan Seaman no tocaron ninguna canción en la grabación del álbum pero fueron incluidos en los créditos, el baterista Scott Gee y el bajista Nason Schoeffler fueron los encargados en grabar el bajo y la batería respectivamente pero dejaron la banda meses antes del lanzamiento del álbum cuando el álbum ya se había terminado de grabar.

## Contexto
En 2006, Ronnie Radke se vio envuleto en un altercado en Las Vegas que resultó en el asesinato de un joven de 18 años de edad, Michael Cook, llevando a Radke a dos años de prisión por violación de la libertad condicional. A causa de su encarcelamiento y forzado a abandonar su vieja banda, Escape the Fate, Radke formó Falling in Reverse con la ayuda de su íntimo amigo Nason Schoeffler, quien se encargó de encontrar a otros miembros y visitó a Radke mientras este se encontraba en prisión. Sin embargo, Radke fue incapaz de trabajar con la banda hasta su puesta en libertad el 12 de diciembre de 2010. Tras estos sucesos, el grupo se preparó para iniciar los procesos de grabación de su primer álbum debut de larga duración. Luego de la producción final del álbum, el bajista y fundador Nason Schoeffler y el baterista Scott Gee dejaron la banda, haciendo de este álbum su único trabajo en colaboración con Radke. El baterista Ryan Seamen, quien antes había estado en Aiden, I Am Ghost y The Bigger Lights reemplazó a Scott Gee en tanto Mika Horiuchi, miembro de Cellador, tomó el lugar de bajista sustituyendo a Schoeffler.
Originalmente se concebiría como un álbum doble, produciendo un disco de post-hardcore y otro con música Pop punk. Esta idea fue desechada en favor de que se publicase un único álbum, que pronto confirmaría titularse, The Drug in Me Is You. Asimismo, se confirmó que el amigo de Radke, Michael Baskette, quien anteriormente había trabajado en Witness de Blessthefall y en el debut de Escape the Fate Dying is Your Latest Fashion (que había contado con la participación de Radke), produciría el álbum. Radke anunció que el álbum sería lanzado en 2011 bajo la discográfica Epitaph Records, mismo sello discográfico de Escape the Fate. El lanzamiento del álbum fue programado para el 26 de julio de 2011, con pre-órdenes desde el 7 de junio.

## Producción y lanzamiento
Junto al productor Michael Baskette, en Orlando, Florida, la banda entró al estudio el 20 de diciembre de 2010, del cual salió el 2 de febrero.
Junto a bastantes discográficas fijadas en la banda, esta eligió Epitaph Records, por el hecho de ser conocida por este, en su estancia en Escape the Fate.
En estudio, la banda contó con Omar Espinosa como compositor, excompañero de Radke en Escape The Fate, el que participó en Perfect Like Me después de dejar dicha banda. También con Bryan Ross, exbaterista de Lovehatehero y actualmente en Perfect Like Me.
Para promocionar el álbum, la banda ha anunciado las fechas de sus presentaciones en vivo en primer lugar, que tendrán lugar a finales de julio, en ciertos lugares de California, con una fecha prevista en Texas el 24 de septiembre de 2011. Junto a la banda Vampires Everywhere. La banda también estará en el Vans Warped Tour 2011 desde el 10 de agosto hasta el día 14, en el Kia Kevin Says Stage en todo el oeste de Estados Unidos.
El primer sencillo del álbum, "Raised by Wolves" se filtró en internet el 29 de mayo, aunque fue anunciado el 7 de junio, siendo descargado el 10 de junio en iTunes. El 21 de junio, la banda lanzó un adelanto de 33 segundos de su segundo single, The Drug In Me Is You. El sencillo fue puesto en libertad tres días después. El video de la canción fue lanzado el 28 de junio, siendo anunciado por el The New York Post una semana antes. El álbum se filtró por Internet el 14 de julio, por lo que este se pudo escuchar completamente en su sitio web el 15 de julio.
El álbum vendió más de 20 mil copias en su primera semana, solamente en Estados Unidos, desplazando a los artistas Eric Church (Chief), Kelly Rowland (Here I Am), y Joss Stone (LP1).
Para celebrar que el álbum se convirtió en oro, se anunció el pedido anticipado de lanzamiento de vinilo por primera vez. La edición en vinilo del álbum fue lanzada el 17 de enero de 2020 y presenta dos pistas inéditas.

## Lírica y estilo
Las canciones del álbum fueron todas escritas por Radke, según el: Yo creo que todos los días, durante días y días (acerca de) lo que la gente quiere oír. Leí todas las cartas de los fans, diciendo que amaban la banda y escuchaban la misma. No sé por qué a estos jóvenes les encanta las tragedias a escribir. Supongo que puede relacionarse con ella. Algunas de las cosas que trata son las experiencias personales de Radke, como su encarcelamiento desde junio del 2008 hasta diciembre del 2010, debido a problemas con tráfico de narcóticos y el cuasidelito de homicidio del joven Michael Cook. Otras canciones hablan de su estado actual en el rock moderno, al igual que su expulsión de Escape the Fate Radke habló acerca de Escape the Fate en el álbum, declarando en una entrevista: Ellos hacen todo un álbum llamado This War Is Ours, y luego tratan de decir: 'No se el nombre de ese disco después de ti, amigo' Que, de hecho, lo hicieron. Puedo estar equivocado ya que podrían estar hablando de la guerra contra el terrorismo o algo así. No se. Pero tengo la sensación de que el nombre del álbum es sobre mí. Ellos hablan un montón de mierda. Siempre trato de perdonar y olvidar, aunque hay algunas cosas que quisiera decir. Así lo hice. En el álbum.
The Drug in Me Is You es un álbum de canciones de post-hardcore, con influencias de glam metal, hardcore melódico, screamo, metalcore y pop punk. Las canciones contienen ocasionalmente sintetizadores, coros "pop", voces guturales, solos de guitarra, entre otros elementos. Sobre el estilo del álbum, Radke declaró: En la mayoría de las canciones el sonido es comparable con Norma Jean o Underoath, con coros similares a Katy Perry.

## Crítica
La mayoría de las críticas hacia el álbum fue Negativo. Kill Your Stereo le dio 35 de los 100 puntos posibles, señalando en sus comentarios que el álbum basado en la voz de Radke solo contenía tres temas líricos (Puñaladas a Escape The Fate", sexo y problemas de la vida). A pesar de esto, el revisor concluyó diciendo que Falling in Reverse muestra un gran potencial y podría llegar a lanzar algo memorable. Un crítico de Live Music Insider dijo que el álbum estaba lleno de los clichés y la banda sonaba como dos bandas diferentes en momentos. Él comparó el enfoque del álbum en atacar a Escape the Fate al igual que si los Guns N' Roses cambiasen vocalista, por lo que no le gustaba que el álbum se centrara en eso. El crítico dijo que la banda mostró promesa y que el álbum suena como un mash-up de elementos pop y screamo para un álbum concluyendo que la banda jamás podrá encontrar un sentido de identidad.
Una revisión positiva vino de Kenneth E. Oquist de Arts and Entertainment Playground, que le dio al álbum un cuatro de un total de cinco estrellas. Oquist alabó la mezcla de pop y hardcore, diciendo: El post-hardcore y el pop se estrellaron juntos, convirtiéndose en Pop Hardcore... Al igual que Nine Inch Nails creó el género de rock industrial, Falling in Reverse se ha creado un sonido único.... Se hizo un análisis canción por canción del álbum, en particular, alabando Raised by Wolves, I'm Not a Vampire y Caught Like a Fly.

## Listado de canciones
Todas las letras escritas por Ronnie Radke, toda la música compuesta por Ronnie Radke, Michael Baskette, David Holdredge. 
| N.º | Título                         | Escritor(es)                               | Duración |  |
| 1.  | «Raised by Wolves»             | Radke, Baskette, Holdredge, Ross           | 3:25     |  |
| 2.  | «Tragic Magic»                 |                                            | 4:06     |  |
| 3.  | «The Drug In Me Is You»        |                                            | 3:39     |  |
| 4.  | «I'm not a Vampire»            |                                            | 3:52     |  |
| 5.  | «Good Girls, Bad Guys»         |                                            | 3:15     |  |
| 6.  | «Pick Up the Phone»            |                                            | 4:38     |  |
| 7.  | «Don't Mess with Ouija Boards» | Radke, Baskette, Holdredge, Ross, Espinosa | 4:56     |  |
| 8.  | «Sink or Swim»                 |                                            | 4:45     |  |
| 9.  | «Caught Like a Fly»            |                                            | 4:37     |  |
| 10. | «Goodbye Graceful»             | Radke, Baskette, Ross, Espinosa            | 4:48     |  |
| 11. | «The Westerner»                |                                            | 3:52     |  |

Edición Vinyl

| Vinyl bonus tracks |                         |          |  |
| N.º                | Título                  | Duración |  |
| 12.                | «You're Something Else» | 3:33     |  |
| 13.                | «I'm Not a Hero»        | 3:50     |  |

## Personal
| Falling in Reverse - Ronnie Radke - voces, guitarra rítmica/acústica, compositor (Todas las pistas) - Jacky Vincent - guitarra principal - Derek Jones - guitarra rítmica, coros - Nason Schoeffler - bajo, coros - Scott Gee - batería, percusión, coros (pistas 2-6, 8-9 y 11) - Mika Horiuchi - bajo (Aparece en los créditos aunque no toca en el álbum) - Ryan Seaman - batería (Aparece en los créditos aunque no toca en el álbum) Producción - Jef Moll - editor digital - Dave Holdredge - ingeniería de sonido, mezcla - Michael "Elvis" Baskette - producción, mezcla, masterización - Matt Grayson - fotografía - Nick Pritchard - diseño, artwork - Kevin Thomas - Asistente de ingeniero - Devin Taylor - chica del cover | Personal adicional - Bryan Ross - batería, percusión, guitarra rítmica, coros (en Raised by Wolves, Don't Mess With Ouija Boards y Goodbye Graceful) - Michael "Elvis" Baskette - teclados, programación, strings, coros, compositor (todas las pistas) - Omar Espinosa - compositor (en Don't Mess With Ouija Boards y Goodbye Graceful) - Dave Holdredge - sintetizadores, programación, strings, coros, compositor (Todas las pistas, expecto Goodbye Graceful) - Jeff Moll - coros |

## Posicionamiento en listas
| Lista (2011)                            | Posición más alta |
| --------------------------------------- | ----------------- |
| Australia (ARIA)                        | 21                |
| Canadá (Albums Chart)                   | 60                |
| Estados Unidos (Billboard 200)          | 19                |
| Estados Unidos (Independent Albums)     | 4                 |
| Estados Unidos (Top Alternative Albums) | 3                 |
| Estados Unidos (Digital Albums)         | 12                |
| Estados Unidos (Top Hard Rock Albums)   | 2                 |
| Estados Unidos (Top Rock Albums)        | 3                 |
| Reino Unido (Albums Charts)             | 125               |
| Reino Unido (Top 40 Rock Albums)        | 4                 |
| Reino Unido (Top 40 Indie Albums)       | 17                |

## Certificaciones
| País           | Organismo certificador | Certificación | Ventas certificadas | Ref.   |
| -------------- | ---------------------- | ------------- | ------------------- | ------ |
| Estados Unidos | RIAA                   | Oro           | 500 000             | [ 44 ] |
| Reino Unido    | BPI                    | Plata         | 60 000              | [ 45 ] |

## Lanzamiento
| Región         | Fecha               | Casa discográfica | Formato | Catálogo   | Ref    |
| -------------- | ------------------- | ----------------- | ------- | ---------- | ------ |
| Europa         | 25 de julio de 2011 | Epitaph Records   | CD, DI  | B00564WML0 | [ 46 ] |
| Japón          | 25 de julio de 2011 | Epitaph Records   | CD, DI  | 271472     | [ 47 ] |
| Estados Unidos | 26 de julio de 2011 | Epitaph Records   | CD, DI  | 87147      | [ 48 ] |